# Garsauritis heterogyna
Garsauritis heterogyna är en fjärilsart som beskrevs av Felix Bryk 1953. Garsauritis heterogyna ingår i släktet Garsauritis och familjen praktfjärilar. Inga underarter finns listade i Catalogue of Life.